# 霍鲁诺尔
霍鲁诺尔是一个位于中国青海省玉树藏族自治州的微咸水湖，面积约为259.24平方千米，属于青藏高原。它的一级流域为内流区诸河，二级流域为柴达木内流区。